# Comité national de football australien
Pour les articles homonymes, voir CNFA.
Le Comité national de football australien (CNFA), est un comité sportif français fondé le 28 février 2007 à Paris avec Marc Jund pour président. Créé initialement sous le nom d' Union française de football australien, association regroupant les principaux présidents des quelques clubs de football australien français, le comité regroupe au sein de la Fédération Léo-Lagrange, fédération multisports agréée par le Ministère des Sports et membre du Comité national olympique et sportif français, l’ensemble des clubs de football australien de l’Hexagone. Il a pour mission de structurer et de développer ce sport en France. Pour ce faire, il édite les règlements, organise le championnat de France Léo-Lagrange ainsi que la Coupe de France, édite des supports de communication et de développement destinés aux clubs.
Le CNFA est également l’entité désignée pour entretenir des relations avec les autres ligues et fédérations internationales et notamment européennes. Ainsi, il sélectionne chaque année les meilleurs joueurs et joueuses du pays afin de représenter la France dans les compétitions à travers le monde, mais aussi lors de matchs internationaux amicaux.

## Historique
L'Union française de football australien (UFFA) est une association de fait composée en 2005 par les présidents des quelques clubs de football australien français. Son but est de promouvoir et développer ce sport très méconnu au niveau national. Avec l'intégration du sport au sein de la Fédération Léo-Lagrange, l'UFFA, devient la Commission nationale de football australien (CNFA) le 28 février 2007. En septembre 2012, la Commission nationale de football australien devient à son tour le Comité national de football australien.

## Clubs membres du CNFA
| Club                      | Ville          | Stade                           | Capacité | Création |
| ------------------------- | -------------- | ------------------------------- | -------- | -------- |
| Blagnac Aviators          | Blagnac        | Stade Robert Barran             | ?        | 2016     |
| Bordeaux Bombers          | Bordeaux       | Stade des Bords de Jalle        | 1000     | 2007     |
| Coyotes de Cergy-Pontoise | Cergy-Pontoise | Stade de l'ASPTT Cergy-Pontoise | ?        | 2011     |
| Lille Eagles              | Lille          | Terrain 4 Cantons               | ?        | 2016     |
| Lions de Lyon             | Lyon           | Parc de Parilly                 | ?        | 2013     |
| Paris Cockerels           | Paris          | Stade du Polygone               | ?        | 1998     |
| Paris Cockatoos           | Paris          | Stade du Polygone               | ?        | 2015     |
| Perpignan Tigers          | Perpignan      | Stade Daniel Ambert             | 4500     | 2008     |
| Strasbourg Kangourous     | Strasbourg     | Stade de Hautepierre            | 800      | 2005     |
| Toulouse Hawks            | Toulouse       | Stade Robert Barran             | ?        | 2008     |

## Clubs en sommeil
| Club                    | Ville                     | Stade                              | Capacité | Création |
| ----------------------- | ------------------------- | ---------------------------------- | -------- | -------- |
| Aix-Marseille Dockers   | Aix-en-Provence/Marseille | Stade de la Torse                  | ?        | 2010     |
| Montpellier Fire Sharks | Montpellier               | Parc des Sports de La Grande Motte | ?        | 2008     |
| Pau Bears               | Pau                       | ?                                  | ?        | 2015     |

## Clubs disparus
| Club                      | Ville           | Création | Disparition |
| ------------------------- | --------------- | -------- | ----------- |
| Aix-en-Provence Rascasses | Aix-en-Provence | 2008     | 2008        |
| Brittany Griffins         | Combourg        | 2015     | 2016        |
| Cats de Cergy             | Cergy           | 2006     | 2006        |
| Gryphons d’Houquetot      | Houquetot       | 1995     | 1998        |
| Razorbacks de Senlis      | Senlis          | 2005     | 2006        |
| Saints de Saint-Estève    | Saint-Estève    | 2005     | 2006        |
| Tasmania Montivilliers    | Montivilliers   | 1998     | 1999        |

## Principales compétitions
| Compétition                            | Première édition | Dernière édition | Dernier vainqueur  |
| -------------------------------------- | ---------------- | ---------------- | ------------------ |
| Super League                           | 2009             | 2017             | Lions de Lyon      |
| Coupe du Sud                           | 2010             | 2016             | Perpignan Tigers   |
| Coupe du Nord                          | 2016             | 2016             | Paris Cockerels    |
| Coupe de France de football australien | 2009             | 2016             | Toulouse Hawks     |
| ANZAC Cup                              | 2009             | 2016             | Équipe d’Australie |

| Compétition        | Première édition | Dernière édition | Dernier vainqueur       |
| ------------------ | ---------------- | ---------------- | ----------------------- |
| Development League | 2012             | 2013             | Montpellier Fire Sharks |

## Palmarès de l'équipe nationale
- World Cup 9s
  - 2008 : Vainqueur (Finale : France 60 - Catalogne 30)
- Championnat d'Europe de football australien
  - 2022 :  2e
- EU Cup
  - 2013 :  2e

## Présidents
Alban Schieber est l'actuel président du CNFA. Il a été élu président en 2016. Le CNFA a compté quatre présidents depuis sa création :
|   | Période d'activité     | Nom            |
| - | ---------------------- | -------------- |
| 1 | 28 février 2005 - 2007 | Marc Jund      |
| 2 | 28 février 2007 - 2012 | Cyril Talon    |
| 3 | 2012 - 2016            | Thomas Urban   |
| 4 | Depuis 2016            | Alban Schieber |

## Organisation
| Fonction                         | Nom              |
| -------------------------------- | ---------------- |
| Président                        | Alban Schieber   |
| Responsable Développemen Féminin | Bérengère Portal |
| Responsable Communication        | Alban Schieber   |
| Responsable Finance              | Aurélie Sotousek |
| V Arbitrage                      | Thomas Depondt   |
| ?                                | Thibault Picard  |
| ?                                | Jérôme Denerf    |
| Conseillère Technique Nationale  | Carine Varlez    |
| Conseillère Technique Nationale  | Myriam Chomaz    |
| Secrétaire Général               | Adrien Arjona    |

## Logos

Ancien logo de la CNFA de septembre 2012 à décembre 2012
Logo actuel du CNFA depuis décembre 2012